# 小行星5350
小行星5350（5350 Epetersen）是一颗绕太阳运转的小行星，为主小行星带小行星。该小行星于1989年4月3日发现。

## 轨道参数
小行星5350的轨道半长轴为2.2333811 UA，离心率为0.13。